# La Chaize-le-Vicomte
La Chaize-le-Vicomte ist eine französische Gemeinde mit 3883 Einwohnern (Stand: 1. Januar 2022) im Département Vendée in der Region Pays de la Loire. Sie gehört zum Arrondissement La Roche-sur-Yon und zum Kanton La Roche-sur-Yon-2. Die Einwohner werden Vicomtais genannt.

## Geographie
Der Fluss Yon bildet die nördliche Gemeindegrenze. Umgeben wird La Chaize-le-Vicomte von den Nachbargemeinden Saint-Martin-des-Noyers im Norden und Nordosten, Fougeré im Osten, Thorigny im Südosten, Saint-Florent-des-Bois im Süden, La Roche-sur-Yon im Westen sowie La Ferrière im Nordwesten.   
Durch die Gemeinde führt die Autoroute A87. 

## Geschichte
Die Vizegrafen (Vicomtes) von Thouars waren mit der Ortschaft historisch verbunden. Aimery IV. baute hier im 11. Jahrhundert eine Burg. 

### Bevölkerungsentwicklung
| Jahr      | 1962 | 1968 | 1975 | 1982 | 1990 | 1999 | 2006 | 2016 |
| Einwohner | 1865 | 1862 | 2081 | 2218 | 2287 | 2443 | 2981 | 3756 |

## Wirtschaft und Infrastruktur
La Chaize-le-Vicomte hat einen Bahnhalt an der Bahnstrecke Les Sables-d’Olonne–Tours. Im Nordwesten führt die Autoroute A 87 durch das Gemeindegebiet.

## Sehenswürdigkeiten

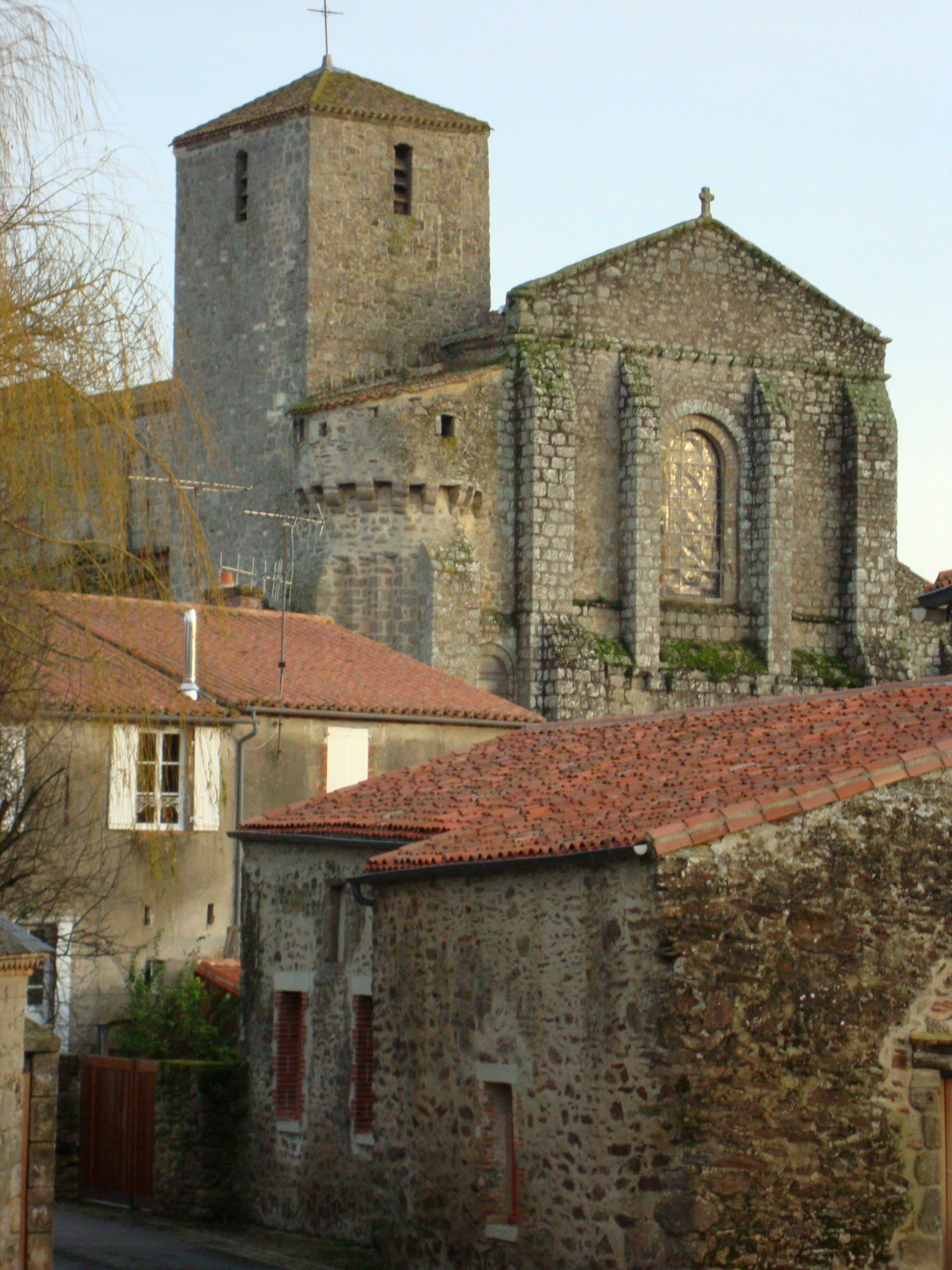
Kirche Saint-Nicolas

- Kirche Saint-Nicolas, im 11. und 12. Jahrhundert erbaut, seit 1908 Monument historique
- Haus von Saint-Mars, im 16. Jahrhundert erbaut, seit 1993 Monument historique

## Persönlichkeiten
- Aimery IV. von Thouars (* wohl 1020/25; † ermordet 1093), wurde in der Nikolauskirche bestattet
- Charles Payraudeau (1798–1865), Zoologe